# Mädchenliteratur
Der Begriff Mädchenliteratur bezeichnet ein Teilgebiet der Kinder- und Jugendliteratur, dessen Zielgruppe überwiegend aus Mädchen einer bestimmten Alters- und Entwicklungsstufe besteht. Der Begriff ist eng verwoben mit der Geschichte der Sozialisation der Frauen und Mädchen.

## Geschichte der Mädchenliteratur
Das Mädchenbuch hat sich im 18. Jahrhundert im Zuge der Aufklärung herausgebildet. Es erschienen moralische Schriften, Sittenlehren, Erbauungsbücher und Hauswirtschaftslehren, die allesamt zum Ziel hatten, die Mädchen auf ihre Rolle als Ehefrau und Mutter vorzubereiten. Außerdem wollte man den Emanzipationsbestrebungen, die in der Frühaufklärung aufkamen, entgegenwirken, indem die Frauen durch diese Art der Literatur an ihre naturgegebene „dreifache Bestimmung zur Gattin, zur Mutter und zur Vorsteherin der Hauswesens“, wie es in Väterlicher Rath für meine Tochter (1789) von Joachim Campe heißt, erinnert werden sollten.
Vor allem zwei Formen, die auch gemischt vorkamen, wurden verwendet, um den Mädchen ihre Stellung in der Gesellschaft zu verdeutlichen. Zum einen gab es die „Vorbild-Geschichten“, in denen die Hauptfiguren ganz im Sinne des bürgerlichen Wertekanons – Pflicht, Tugend, Selbstlosigkeit, Empfindsamkeit – handeln und leben und anschließend Erfüllung und Glück finden, und zum anderen die „Warn-Geschichten“, in denen die Hauptfiguren gegen die Regeln verstoßen, aber letztlich geläutert den richtigen Weg einschlagen.
Im 19. Jahrhundert hat sich am Grundtypus des Mädchenbuches wenig geändert. Die größte Veränderung war die auseinandergehende Entwicklung der Mädchenliteratur in Backfischbuch und volkstümliche Erzählung. Doch die Zielsetzungen waren weitestgehend die gleichen geblieben. Noch immer stand die Ausbildung des spezifisch weiblichen Geschlechtscharakters, zu dem Selbstaufgabe, Passivität und Sanftmut gehörten, im Vordergrund. Die Klassiker des Backfischbuches sind Der Trotzkopf (1885) von Emmy von Rhoden und Backfischchens Leiden und Freuden (1863) von Clementine Helm. Im Zuge der allmählichen Abkehr vom Mädchenbuch als Belehrungsbuch nahm das Backfischbuch die Funktion des Erziehungsromans an, der sich vorwiegend an die höheren Töchter richtete. Die volkstümliche Erzählung, vertreten zum Beispiel durch Johanna Spyri (Heidi, 1882), Isabella Braun, Ottilie Wildermuth, Agnes Sapper, wies eine Nähe zum Heimat- und Familienroman auf.
Anfang des 20. Jahrhunderts entstand im Zuge der Spätphase des deutschen Kolonialismus die Untergattung der Mädchenkolonialliteratur, die zum Ziel hatte, Mädchen und Frauen für die deutschen Kolonien anzuwerben. Propagandistische Romane etwa von Henny Koch, Käthe van Beeker und Elise Bake brachen mit einigen Normen der Mädchenliteratur, indem heranwachsende weiße Frauen als tapfere Verteidigerinnen der deutschen Siedlungen gegenüber gefährlichen, kindlichen und gewalttätigen Schwarzen Menschen dargestellt wurden.
Neben der unterhaltenden Lektüre ergänzten die entstehenden Jahrbücher das Angebot der Mädchenliteratur. Zu nennen ist da vor allem Thekla von Gumpert, deren Töchter-Album von 1855 bis 1933 herauskam.
Das 20. Jahrhundert brachte vor allem die Serienliteratur hervor, die teilweise in Millionenauflagen erschien. Dazu gehören: Else Ury, Nesthäkchen (1918–25); Magda Trott, Pucki (1934–41); Käthe Theuermeister, Hummelchen (1963–67); Martha Schlickert, Bummi (1957–68); Enid Blyton, Hanni und Nanni (dt. 1965 ff.) und Dolly (dt. 1966–79).
Die Serien lehnten an die Tradition der Backfischbücher an, waren jedoch in Bezug auf Vokabular und Requisiten an das 20. Jahrhundert angepasst. Außerdem wurden die Möglichkeiten, die die Berufswelt bot, stärker mit einbezogen. Ab den 1970er Jahren wird sichtbar, dass das Mädchenbuch weitere Fortschritte gemacht hat. So wurden vermehrt politisch-historisch bedingte Romane mit starkem autobiographischen Hintergrund herausgegeben. Ebenso stieg die Zahl der sogenannten problemorientierten Mädchenbücher, die sich zum Vorsatz genommen haben, ein differenzierteres Bild der Mädchenwelt zu zeichnen, als es die Backfischbücher getan haben, deren Pseudowirklichkeit vom Streben nach Erfolg und Glück geprägt ist.

## Merkmale des Mädchenbuchs
Das Mädchenbuch zeichnet sich durch bestimmte Charakteristiken aus. So deutet häufig schon der Titel darauf hin, dass sich das Buch explizit an Mädchen richtet, indem einfach ein Mädchenname genannt (Susanne Barden; Das Mädchen Kit) beziehungsweise in einen bestimmten Zusammenhang gebracht wird, der vor allem Mädchen anspricht (Was ist mit Ute los?; Das Leben wird schöner, Anne). In den meisten Fällen kommt noch ein Untertitel, der die Mädchen als Lesergruppe hervorhebt, hinzu („Roman für junge Mädchen“, „Mädchenroman“).
Eine Lenkungsfunktion übernimmt auch das Titelbild. Vielfach abgebildet sind, dem Hang zur Geselligkeit entsprechend, Mädchengruppen, meist auf den Büchern, die der Vorpubertätsstufe zugeordnet sind. Ab der Pubertät werden bevorzugt Porträtabbildungen eingesetzt, die dem klassischen Kindchenschema – süß, große dunkle Augen usw. – entsprechen.
Die Hauptfigur ist in der Regel ein Mädchen, das in etwa das gleiche Alter wie die Leserin hat. Dargestellt werden sollen seine Betrachtungsweise der Welt, seine Wünsche und Interessen und seine Rolle, die es in der Gesellschaft einnimmt. Um den lesenden Mädchen die Identifikation mit den dargestellten Figuren zu erleichtern, werden diesbezügliche Erzählformen eingesetzt. Die Ich-Erzählung, die auktoriale Erzählung und die allwissende Erzählung haben sich als besonders geeignet dafür erwiesen.
Wissenschaftliche Untersuchungen haben herausgefunden, dass Mädchenbücher beinahe ausschließlich einen weiblichen Adressatenkreis besitzen und von Jungen rigoros abgelehnt werden, während jungenhafte Bücher, z. B. Abenteuer- und Bandengeschichten, auch bei Mädchen auf Interesse stoßen. Eine Erklärung nach Malte Dahrendorf wäre, dass infolge der klassischen Rollenverteilung von Mann und Frau und die daraus resultierende Erziehung, das Mädchen eher „das ›Männliche‹ als das übergeordnete Allgemeine zur Kenntnis nimmt als umgekehrt der Junge typisch ›Weibliches‹ als untergeordneten Teilaspekt“.
Der Entwicklungspsychologie entsprechend findet in der Mädchenliteratur eine Unterteilung in Vorpubertät und Pubertät statt. Die Bücher der Vorpubertätsstufe richten sich an die 9- bis 11-Jährigen und fasst die Stereotypik der „wilden Hummel“ auf. Dabei soll sich das ›Trotzköpfchen‹ noch einmal so richtig austoben können, ehe es sich dann, der gesellschaftlichen Rolle entsprechend, anpasst und seinen Platz einnimmt.
Die Pubertätserzählungen richten sich an junge Mädchen ab 12 Jahren aufwärts. Thematisiert werden die „Erziehung zur gesitteten Dame“ und in den moderneren Mädchenbüchern die Pubertätskrise.
Im traditionellen Mädchenbuch ist das Bezugsfeld des Mädchens auf die Familie und den Mann als Fixpunkt begrenzt. Die Konstellation sieht in den meisten Fällen folgendermaßen aus: heiles, bürgerliches Elternhaus; oftmals wohnt die Familie in einem Einfamilienhaus außerhalb der Stadt; Mädchen besuchen vornehmes Internat oder eine sonstige weiterführende Schule; keine finanziellen Sorgen vorhanden etc.
Sollte sich das Mädchen für einen Beruf interessieren, werden meistens die sogenannten „Traumberufe“ wie Stewardess, Reporterin, etwas in der Modebranche oder pflegerisch bzw. soziale Berufe angesprochen. Allerdings wird dabei auf eine realistische Darstellungsweise der Berufe verzichtet, stattdessen findet eine Romantisierung statt, die dem Mädchen die vollkommene Erfüllung verspricht.

## Kritik
Die Kritik an der traditionellen Mädchenliteratur hat insbesondere Heinrich Wolgast angefacht. In seiner 1896 veröffentlichten Schrift „Das Elend unserer Jugendliteratur“ betonte er den künstlerisch-ästhetischen Wert von Lektüre für junge Menschen und verband diese mit den sozialistischen Ideen der Frauenbefreiung. Den Trotzkopf kritisierte Wolgast folgendermaßen: „In dem ganzen Buch ist nicht ein voller Ton, der aus der Tiefe kommt; es ist alles oberflächliches Geschwätz und Getue. .. Weite Strecken öden Gepappels abgegriffener Einzelheiten. ..“ (zitiert nach Karl Ernst Maier, S. 156). Nach Wolgast Meinung stellten die Ideen der Kunsterziehungsbewegung für die Frauen einen Weg dar, sich aus dem Stadium des Unterdrücktseins zu befreien. Geschehen sollte dies, indem das Mädchen seine Vorliebe für eine bestimmte Mädchenliteratur, die ihre Besonderheit nur durch die begrenzten Themen und Stoffe erhält, ablegt und sich der wertvollen Lektüre zuwendet.
Auch nach Wolgast hielt die Kritik an. Es waren verschiedene Stimmen zu vernehmen. Da gab es diejenigen, die, Wolgasts künstlerisch-ästhetischen Anspruch weiterführend, eine spezifische Mädchenliteratur an sich ablehnten und diejenigen, die die Mädchenliteratur zwar ablehnten, aber letztlich doch duldeten mit der Begründung, dass die Entwicklungsstufe des heranwachsenden Mädchens nur eine solche Lektüre zulasse.
Diese Arten der Kritik gelten für das neuere Mädchenbuch nur noch bedingt. Es ist eine Verschiebung der Zielsetzung in eine emanzipatorisch-gesellschaftlicher Richtung festzustellen. Die Autorin Roswitha Budeus-Budde glaubt dabei an eine positive literarische Entwicklung. Dadurch, dass in den neueren Mädchenbüchern individuelle Probleme und jugendliches Lebensgefühl behandelt werden, im Gegensatz zur vorherigen Thematik der gesellschaftlichen Rolle der Frau, befindet sich die Mädchenliteratur „auf dem Weg zu einer neuen Ästhetik“.